# Luka (Sali)
Luka ist eine Ortschaft auf der Insel Dugi Otok, Kroatien.

## Lage und Einwohner
Luka liegt mittig von Dugi Otok in der tief eingeschnittenen Bucht Zlatna Vala, nordöstlich von Žman. Über dem Ort erhebt sich der größte Hügel von Dugi Otok, der Vela Straža, von rund 338 m Höhe. Die 124 Einwohner (2021) leben von der Fischerei, der Landwirtschaft und dem Tourismus.
| Bevölkerungsentwicklung | Bevölkerungsentwicklung | Bevölkerungsentwicklung | Bevölkerungsentwicklung | Bevölkerungsentwicklung | Bevölkerungsentwicklung | Bevölkerungsentwicklung | Bevölkerungsentwicklung | Bevölkerungsentwicklung | Bevölkerungsentwicklung | Bevölkerungsentwicklung | Bevölkerungsentwicklung | Bevölkerungsentwicklung | Bevölkerungsentwicklung | Bevölkerungsentwicklung | Bevölkerungsentwicklung | Bevölkerungsentwicklung |
| ----------------------- | ----------------------- | ----------------------- | ----------------------- | ----------------------- | ----------------------- | ----------------------- | ----------------------- | ----------------------- | ----------------------- | ----------------------- | ----------------------- | ----------------------- | ----------------------- | ----------------------- | ----------------------- | ----------------------- |
| 1857                    | 1869                    | 1880                    | 1890                    | 1900                    | 1910                    | 1921                    | 1931                    | 1948                    | 1953                    | 1961                    | 1971                    | 1981                    | 1991                    | 2001                    | 2011                    | 2021                    |
| 162                     | 181                     | 212                     | 257                     | 365                     | 384                     | 406                     | 350                     | 375                     | 364                     | 298                     | 333                     | 135                     | 164                     | 99                      | 123                     | 124                     |

## Geschichte
Die Siedlung wird erstmals 1365 in der Form „Vallis Sancti Stephani“ erwähnt. Es wurde später Sustipanjska Luka genannt, dessen Name auf das heutige Luka abgekürzt wurde, was auf Deutsch Hafen bedeutet.
Die Pfarrkirche, die dem ersten Märtyrer des heiligen Stephanus gewidmet ist, wurde 1882 an der Stelle einer mittelalterlichen Kirche errichtet.
In der Nähe der Bucht Boka gibt es einen Schlamm, der eine völlig natürliche, heilende, entspannende Wirkung hat.